# Lopholejeunea toyoshimae
Lopholejeunea toyoshimae là một loài Rêu trong họ Lejeuneaceae. Loài này được Horik. mô tả khoa học đầu tiên năm 1931.